# 1631 Kopff
För andra betydelser, se Kopff.
1631 Kopff eller 1936 UC är en asteroid i huvudbältet, som upptäcktes den 11 oktober 1936 av den finske astronomen Yrjö Väisälä vid Storheikkilä observatorium. Den har fått sitt namn efter den tyske astronomen August Kopff.
Asteroiden har en diameter på ungefär 8 kilometer och den tillhör asteroidgruppen Flora.